# Joseph Hèvre
Joseph Hèvre est un homme politique français né le 6 avril 1827 à Méru (Oise) et décédé le 30 juillet 1907 à Mantes-la-Jolie (Yvelines).

## Biographie
Docteur en droit, avocat, il est conseiller municipal de Mantes-la-Jolie. Il est représentant de Seine-et-Oise, élu le 2 juillet 1871 et siège à gauche. Il est battu en 1876 et 1877.
Il est maire de Mantes de 1877 à 1892.

## Sources
- « Joseph Hèvre », dans Adolphe Robert et Gaston Cougny, Dictionnaire des parlementaires français, Edgar Bourloton, 1889-1891 [détail de l’édition]